# Strombus pugilis
Strombus pugilis is een slakkensoort uit de familie Strombidae. De wetenschappelijke naam werd in 1758 gepubliceerd door Carl Linnaeus in de tiende editie van Systema naturae.